# 634 Ута
634 Ута (634 Ute) — астероїд головного поясу, відкритий 12 травня 1907 року Августом Копфом у Гейдельберзі.
Тіссеранів параметр щодо Юпітера — 3,178.